# Lohman (Missouri)
Lohman è un comune degli Stati Uniti d'America, situato nello Stato del Missouri, nella contea di Cole.